# Municipio de Prairie (condado de Fremont)
El municipio de Prairie (en inglés: Prairie Township) es un municipio ubicado en el condado de Fremont en el estado estadounidense de Iowa. En el año 2010 tenía una población de 115 habitantes y una densidad poblacional de 1,49 personas por km².

## Geografía
El municipio de Prairie se encuentra ubicado en las coordenadas 40°45′54″N 95°32′49″O / 40.76500, -95.54694. Según la Oficina del Censo de los Estados Unidos, el municipio tiene una superficie total de 77.07 km², de la cual 76,51 km² corresponden a tierra firme y (0,72 %) 0,55 km² es agua.

## Demografía
Según el censo de 2010, había 115 personas residiendo en el municipio de Prairie. La densidad de población era de 1,49 hab./km². De los 115 habitantes, el municipio de Prairie estaba compuesto por el 98,26 % blancos y el 1,74 % eran de una mezcla de razas. Del total de la población el 0 % eran hispanos o latinos de cualquier raza.